# Beu, Mureș
Beu (în maghiară Székelybő) este o localitate componentă a orașului Miercurea Nirajului din județul Mureș, Transilvania, România.

## Istoric

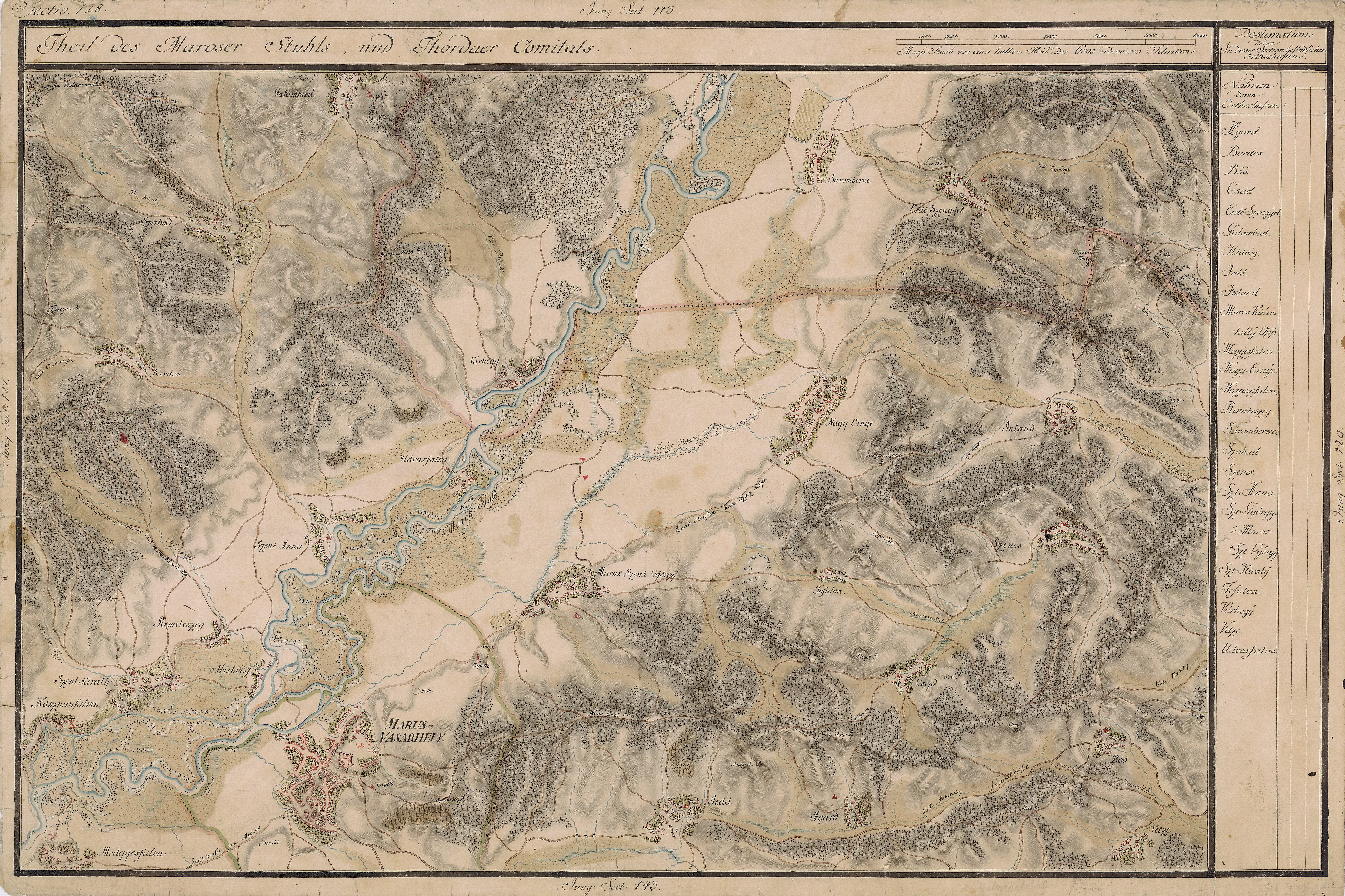
Beu ca Böö pe Harta Iosefină

Localitatea a fost atestată documentar pentru prima dată în anul 1332 cu numele de Beo.
Biserica satului Beu este amintit pentru prima oară în 1332. A devenit proprietatea reformaților pentru o vreme, dar în secolul al XVIII-lea, odată cu apariția iezuiților, a intrat din nou în proprietatea catolicilor. A suferit o transformare în secolul al XVIII-lea și a primit un aspect baroc.
Registrele stării civile din secolele al XVIII-lea și XIX-lea ale parohiei romano-catolice din Beu sunt considerate de a fi valoroase datorită realizării lor într-o manieră artistică. În prezent sunt păstrate la Arhiva Romano-Catolică din Târgu Mureș.
Pe Harta Iosefină a Transilvaniei din 1769-1773 (Sectio 128), localitatea a apărut sub numele de „Böö”.
Reformații din Beu au construit în 1784 o biserică de lemn, iar clopotnița a fost ridicată în 1828. Biserica a căpătat forma actuală în urma renovării sale din 1928.